# Budziska (Kalinowo-Parcele)
Budziska – część wsi Kalinowo w Polsce, położona w województwie mazowieckim, w powiecie ostrowskim, w gminie Ostrów Mazowiecka.
W latach 1975–1998 Budziska administracyjnie należały do województwa ostrołęckiego.